# 조양호
조양호(趙亮鎬, 1949년 3월 8일~2019년 4월 8일)는 한진그룹 회장, 대한항공 회장을 역임한 대한민국의 기업인이다. 호는 일우(一宇)이다.
1949년 한진그룹 창업주 조중훈의 장남으로 태어났다. 1974년 대한항공에서 근무를 시작했고, 1999년부터 대한항공 대표이사 회장을 지냈으며, 2003년 한진그룹 회장에 취임했다.
2014년부터 평창동계올림픽 조직위원회 위원장을 맡았으나 2016년 한진해운 사태의 처리를 위해 자진 사퇴하였다.
2019년 3월 27일 대한항공 주주총회에서 대표이사 연임 안건이 부결되어 대한항공 이사의 지위를 상실하였고, 회장 직함만 유지하게 되었다.
2019년 4월 8일 새벽 (한국 표준시) 숙환인 폐섬유화증(폐섬유증)으로 인하여 미국 LA에서 70세의 일기로 사망했다.

## 논란

### 항공기 리베이트 탈세 혐의
1991년부터 1998년까지 외국 기업 두 곳의 항공기를 구매할 때 특정 회사의 엔진을 장착하는 조건으로 리베이트를 받았다. 이 중 일부인 1,685억원을 국내로 들여와 조중훈 명예 회장과 조양호 회장 등이 개인적으로 사용했다. 지난 1997년 11월 26일 600만달러의 리베이트를 국내로 반입하고 1998년 7월 29일에 이 중 18만달러 (2억 5천만원)를 개인 목적으로 사용하기 위해 3개를 당좌수표로 분산하여 현금화한 것으로 밝혀졌다. 또, 조중훈 일가는 이때 받은 리베이트를 조세 회피 지역인 '아일랜드 더블린' 지역에 100만달러를 출자해 설립한 현지 법인 KA사에 이전하여 1억 8,400만 달러가 해외로 유출됐고, 이로 인해 814억원을 탈세한 혐의가 밝혀졌다.

### 변칙 증여 사건
조중훈 명예회장은 1990년 이후 자녀들에게 회사 경영권을 물려주기 위해 회사 자금 1,579억원을 유출시켜 계열사 주식 취득 자금으로 이용했다. 1994년 10월에는 대한항공 주식 75만주를 매각하고 취득한 대금을 5개 은행 지점에서 수표로 찾아 본인 명의의 종합금융사 어음관리계좌(CMA)에 분산관리 하다가 1995년 1월 조양호 등 6명의 수익 증권 계좌에 입금 시키는 방식이었다. 이 돈은 유상 증자 대금으로 사용됐으며, 이 수법으로 총 967억원의 소득세와 증여세를 탈세했다.

### 대한항공 브랜드 사용료 논란
한진칼은 조양호 한진그룹 회장 일가가 지분 25%를 보유한 한진그룹 지주회사이며, 대한항공은 매년 매출액의 0.25%(2017년 기준 300억원)를 한진칼에 '대한항공 상표권' 사용료로 납부한다. 특허청에 따르면, 대한항공은 2013년 8월 6일 '대한항공'과 'Korean Air' 이름, 태극문양의 로고 등 상표권 전부와 진에어· 칼호텔 네트워크 등의 계열사 주식, 서울 서소문사옥, 현금 및 예금 1,000억원을 한진칼에 넘겨줬다.
한진칼은 대한항공으로부터 상표권을 넘겨받기 닷새 전인 2013년 8월 1일 대한항공으로부터 계열 분리된, 한진그룹의 지주 회사다. 조양호 회장과 장녀 조현아, 장남 조원태, 차녀 조현민은 대한항공의 주식을 모두 넘기고 한진칼의 주식을 받았다. 이후 조양호 회장 일가는 2014년 ~ 2017년까지 세 번에 걸쳐 37억원의 현금 배당을 받았다. 오너 일가가 한진칼에서 수십억원대의 배당금을 받았던 이 시기, 대한항공은 저유가·항공수요 증가가 겹친 호황기였음에도 한진해운 부실처리 문제를 떠안으며 곤란을 겪게 되었다. 사정이 어려워 수 년간 주주들에게 배당금을 지급하지 못하던 대한항공이 2014년 ~ 2017년까지 오너 일가의 지분이 몰려있는 한진칼에 지불한 '대한항공 상표권 사용료'와 '건물 임대료'는 1,229억원으로 밝혀졌다.

## 학력
- 경복고등학교 졸업
- 인하대학교 산업공학 학사
- USC 경영대학원 MBA
- 인하대학교 대학원 경영학 박사

### 명예 박사 학위
- 엠브리리들항공대학교 명예항공경영학 박사

## 경력
- 대한탁구협회 회장
- 국제항공운송협회 집행위원회 5선 위원
- 국제항공운송협회(IATA) 집행위원(재선) 및 집행위원 선정위원회 위원
- 국제항공운송협회(IATA) 집행위원회 위원
- 한국방위산업진흥회 회장
- 정석인하학원 재단 이사장
- 한진그룹 회장
- 한·불최고경영자클럽 회장
- 대한항공 대표이사 회장
- 한일경제협회 부회장
- KEB하나은행 사외이사
- 인하대학교 이사장
- 정석항공과학고등학교 이사장
- 한국경영자교협이사장회장
- 한진그룹 부회장
- 국제항공운송협회(IATA) 집행위원
- 한국항공대 (정석학원) 재단 이사장
- 2018년 평창동계올림픽 유치위원회 공동 위원장

### 기타 약력
- 2019년 3월 27일 주주총회에서 사내이사직과 등기이사직 선임 부결되었다.

## 수상
- 2005년 몽골 최고 훈장
- 2005년 USC 기술경영자상 / 글로벌 경영자상
- 2005년 대한민국 국민훈장 모란장
- 2011년 제 11회 자랑스러운 한국인 대상 최고대상
- 2012년 대한민국 국민훈장 무궁화장
- 2012년 아시안 비즈니스 리더상
- 2015년 프랑스 레지옹 도뇌르 훈장 그랑도피시에(Légion d'honneur Grand Officier)

## 가족
- 조부: 조명희
- 조모: 태천즙
- 백부: 조중렬(1915년 6월 14일~1999년 4월 19일)
  - 아버지: 조중훈(1920년 3월 30일~2002년 11월 17일)
  - 어머니: 김정일(1923년 9월 8일~2016년 12월 15일)
    - 동생: 조남호(1951년 2월 12일~) 한진중공업홀딩스 회장
    - 동생: 조수호(1954년 6월 21일~2006년 11월 26일)
    - 제수: 최은영(1962년 5월 3일~) - 신격호(롯데그룹 회장)의 여동생 신정숙(동화면세점 사장)의 딸. 현 유수홀딩스 대표이사.
    - 동생: 조정호 (1958년 10월 5일~) 메리츠금융지주 회장
    - 배우자: 이명희(1949년 12월 19일~)
      - 장녀: 조현아(1974년 10월 5일~)
      - 장남: 조원태(1976년 1월 25일~) 한진그룹 회장
      - 차녀: 에밀리 리 조(Emily Cho, 1983년 8월 31일~) 대한항공 전무이자 진에어 부사장.

  - 숙부: 조중건